# Omkering
Omkering (of inversie) is een muzikaal verschijnsel waarbij de toonafstand van een toon in plaats van vanaf de grondtoon tot aan het octaaf gemeten wordt.

## Omkeringen in westers toonstelsel
- De omkering van een kleine secunde is een grote septiem.
- De omkering van een grote secunde is een kleine septiem.
- De omkering van een kleine terts is een grote sext.
- De omkering van een grote terts is een kleine sext.
- De omkering van een kwart is een kwint.
- De omkering van een overmatige kwart (tritonus) is een verminderde kwint (tevens een tritonus).
- De omkering van een kwint is een kwart.
- De omkering van een kleine sext is een grote terts.
- De omkering van een grote sext is een kleine terts.
- De omkering van een kleine septiem is een grote secunde.
- De omkering van een grote septiem is een kleine secunde.

## Omkering van akkoorden

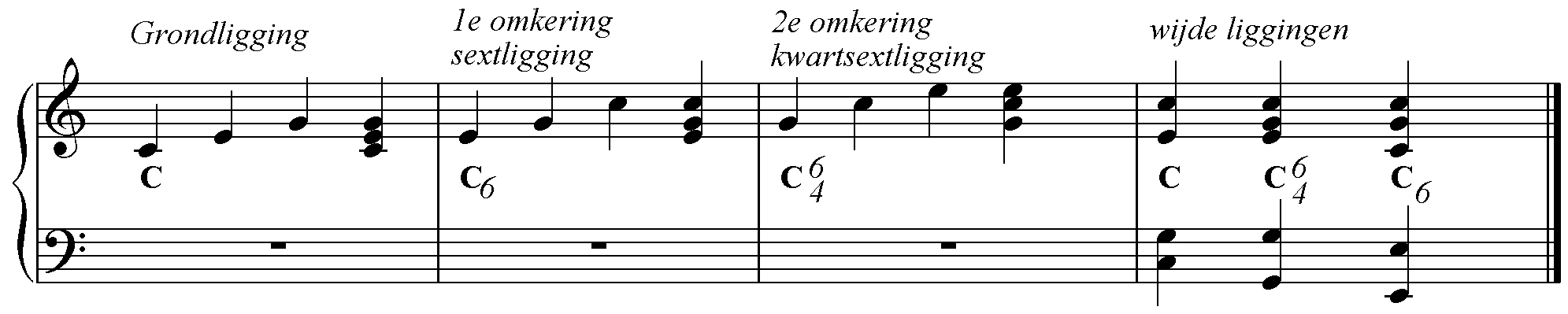
Omkeringen van een drieklank

Indien bij een akkoord een der tonen van octaaf verwisselt kunnen akkoordomkeringen ontstaan.
Bij drieklanken kent men doorgaans drie liggingen:
- Grondligging (voorbeeld: c-e-g)
- Eerste omkering (ofwel sextligging) (voorbeeld: e-g-c)
- Tweede omkering (ofwel kwart-sext-ligging) (voorbeeld: g-c-e)

Bij vierklanken kent men 4 liggingen:
- Grondligging (voorbeeld: c-e-g-bes)
- Eerste omkering (ofwel kwint-sext ligging) (voorbeeld: e-g-bes-c)
- Tweede omkering (ofwel terts-kwart-ligging) (voorbeeld: g-bes-c-e)
- Derde omkering (ofwel secunde-ligging) (voorbeeld: bes-c-e-g)

## Omkering van een melodie
Als een melodie wordt 'omgekeerd' (alle stijgende intervallen worden dalende en omgekeerd) spreekt men ook wel van inversie. Zou men bijvoorbeeld het begin van Vader Jacob omkeren dan wordt c-d-e-c dus c-bes-as-c. Deze techniek komt voor in onder andere barokmuziek maar ook in dodecafonie. Wanneer de melodie van achter naar voren wordt gespeeld spreekt men niet van omkering maar van 'kreeftgang' ofwel 'retrograde'.

## Omkering bij gitaarspel
Men spreekt tevens van omkering bij gitaar-akkoorden als de vingerzetting wijzigt. Deze omkering heeft niets met de hierboven genoemde intervalomkering te maken.